# Austropsopilio cygneus
Austropsopilio cygneus is een hooiwagen uit de familie Caddidae. De wetenschappelijke naam van Austropsopilio cygneus gaat terug op Hickman.